# Étapes (revue)
 (mai 2012).
Si vous disposez d'ouvrages ou d'articles de référence ou si vous connaissez des sites web de qualité traitant du thème abordé ici, merci de compléter l'article en donnant les références utiles à sa vérifiabilité et en les liant à la section « Notes et références ».
Pour les articles homonymes, voir étape.
Étapes : est une revue trimestrielle française du graphisme, du design, de l'image et de la création créée par Pyramyd et dernièrement éditée par la société indépendante étapes : éditions SAS. Elle est reprise et relancée fin 2023 par la société PLESS.
De mai 1994 à juillet 2023, elle traite de tout ce qui constitue la communication visuelle, imprimée ou multimédia, et offre à ses lecteurs un panorama de l’actualité de la culture visuelle et du design graphique international : affiche, édition, typographie, identité visuelle, packaging, sites Web, 3D, actualité des réalisations publicitaires, avis de professionnels. Elle comporte des dossiers sur les différents mouvements qui façonnent l'univers visuel.
La direction de la publication fut, jusqu'en 2018, assurée par Michel Chanaud. Elle est reprise par Isabelle Lesur, puis par Margaux Chanaud de 2022 à 2023. Travaillant en duo, les rédacteurs en chef sont Vanina Pinter et Étienne Hervy, puis Isabelle Moisy-Cobti et Caroline Bouige. C'est Stéphane Cosse qui devient directeur de la publication et rédacteur en chef début 2024.

## Histoire
Le magazine étapes a été fondé par Michel Chanaud et Patrick Morin en 1994, édité par la société PYRAMYD (Centre de formation aux nouvelles technologies de la communication visuelle fondé en septembre 1987). Le premier numéro est sorti en mai 1994.
Initialement baptisée Étapes Graphiques, la revue a porté ce nom jusqu'au numéro 73 (mai 2001) puis est devenue étapes:. Elle a été mensuelle jusqu'au numéro 209, avec une pagination de 88 à 96 pages. Le numéro 210 (novembre-décembre 2012) inaugure le rythme bimestriel et un nombre doublé de pages. Une édition anglaise, trimestrielle, étapes:international a été publiée durant 29 numéros, du printemps 2004 à l'automne 2012.
En 2004, pour les dix ans du magazine, le livre Étapes : 10 ans a été publié par Pyramyd.
En 2019, pour les 25 ans du magazine, le n°250 est un spécial « jeux ».
En 2023, le magazine étapes: cesse ses activités après 29 années d'existence et sa société éditrice est liquidée. Les actifs sont repris par la société PLESS en Décembre 2023, qui annonce un retour de la revue pour sa trentième année et s'engage à honorer les abonnements. Le numéro 274 célébrant les 30 ans du magazine sort en septembre 2024. 

## Identité visuelle

De 1994 à juin 1998
De 1994 à juin 2001
De juin 2001 à mars 2009
Depuis avril 2009.

## numéros spéciaux
| N°  | date           | sujet                                                                               | invités |
| --- | -------------- | ----------------------------------------------------------------------------------- | --- |
| 76  | septembre 2001 | catalogue de l’exposition “Graphisme(s)” à la BNF, commissaire : Anne-Marie Sauvage | |
| 82  | mars 2002      | numéro “images”                                                                     | |
| 88  | septembre 2002 | jeunes français                                                                     | |
| 100 | septembre 2002 | numéro anniversaire                                                                 | Ruedi Baur, Alex Jordan, Christophe Jacquet, Neville Brody, Mathias Schweizer, Intro, Eike König, Sylvia Tournerie, Peter Knapp, Jean Widmer, etc. |
| 110 | juillet 2004   | le noir et blanc                                                                    | |
| 115 | décembre 2004  | Livres                                                                              | DA invité : Frédéric Teschner |
| 120 | mai 2005       | textes                                                                              | Contributions de Véronique Vienne, Vincent Perrottet, Gilles Deléris, Erik Adigard, Jérôme Delormas, Philippe Delangle, Marc Partouche, Alex Jordan, Laetitia Wolff, Philippe Quinton, Gilbert Zalc, Stéphane Darricau, Labomatic, Pierre Bernard, Brice d’Antras, Pierre Fresnault Deruelle, Rick Poynor, Electronic Shadow, Ian Holcroft, Thierry van Kerm, Lewis Blackwell |
| 142 | mai 2007       | Pays Bas                                                                            | |
| 144 | mai 2007       | packaging                                                                           | |
| 147 | août 2007      | Ultraétapes                                                                         | rédacteur(s) en chef invité(s) : Ultralab, DA invité(s) : Labomatic |
| 148 | septembre 2007 | visualisation de données                                                            | |
| 155 | avril 2008     | spécial France                                                                      | rédacteur(s) en chef et DA invité(s) : À 2 c’est mieux |
| 195 | août 2011      | Quelque Part entre graphisme et architecture                                        | rédacteur(s) en chef et DA invité(s) : Guillaume Grall et Étienne Hervy |
| 200 | juillet 2012   | numéro anniversaire                                                                 | DA invité(e) : Susanna Shannon |